# Papado reformista

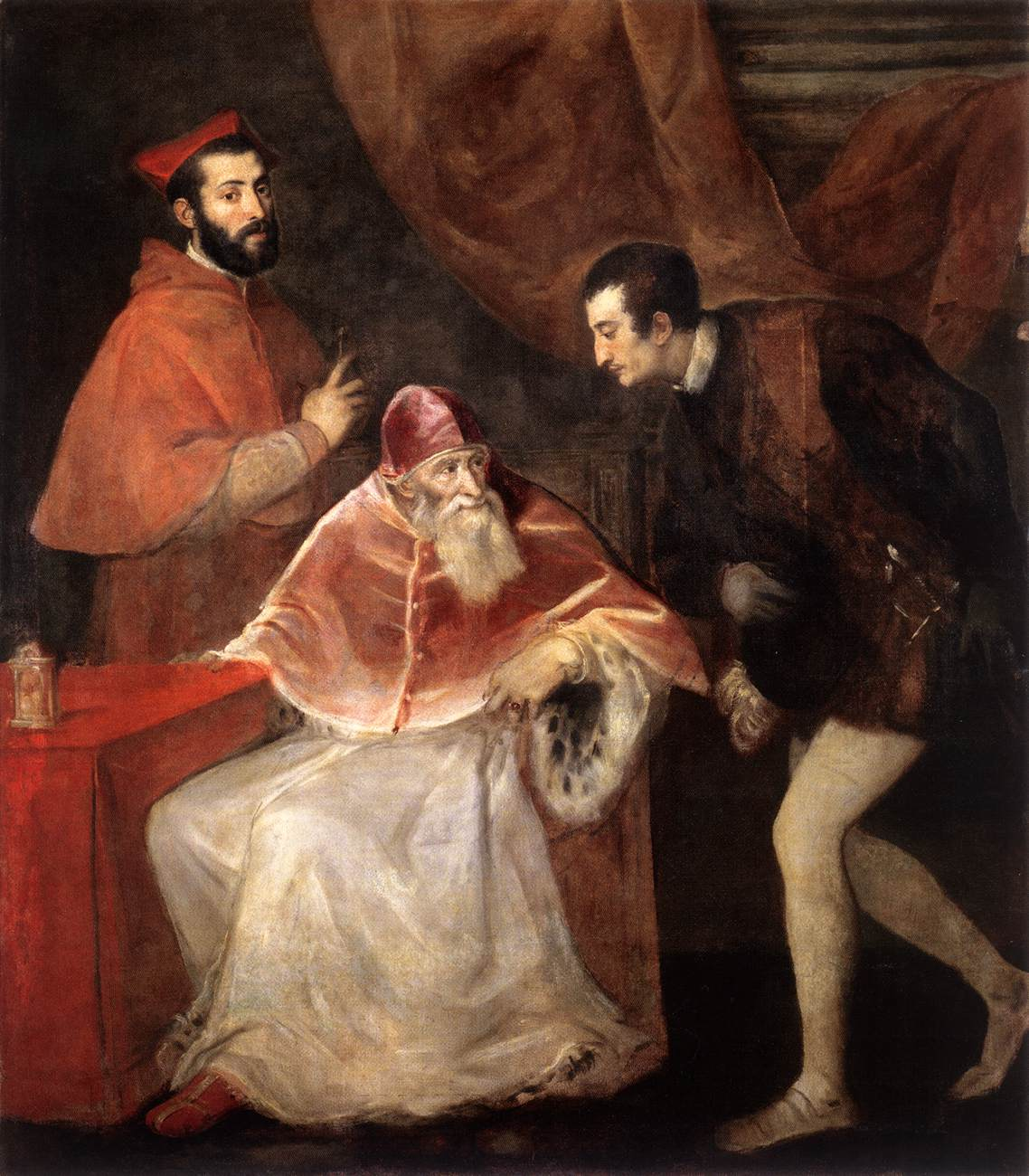
El papa Paulo III con sus nietos Octavio Farnesio, Duque de Parma y el cardenal Alejandro Farnesio de Tiziano (1546).

El papado experimentó cambios importantes desde 1517 hasta 1585 durante la Reforma protestante y la Contrarreforma.

## Historia

### La Reforma
La institución del papado sufrió los ataques de varios reformistas protestantes, entre ellos Martín Lutero. Lutero, que había pasado un tiempo en Roma, dijo que León X había vetado una medida en que los cardenales debían restringir el número de chicos que guardaban para su placer, « de lo contrario se habría extendido por todo el mundo como abierta y descaradamente el Papa y los cardenales en Roma practican la sodomía »; animando a los alemanes a no pasar el tiempo luchando contra compatriotas en defensa de los Estados Pontificios.
Junto con Lutero, Juan Calvino, Thomas Cranmer y John Knox identificaron al papado romano como el Anticristo. Los Centuriadores de Magdeburgo, un grupo de estudiosos luteranos de Magdeburgo encabezados por Flacio Illirico, escribieron los doce volúmenes de Centurias de Magdeburgo para desprestigiar al papado e identificar al pontífice como el Anticristo.

Al llamar al papa "Anticristo", los primeros luteranos se mantuvieron en una tradición que llega hasta el siglo XI. No solo los disidentes y los herejes, sino que incluso los santos habían llamado "anticristo" al obispo de Roma cuando querían castigar su abuso de poder.

Los cuatro movimientos más importantes que salieron directamente de la reforma fueron la rama luterana, la rama reformada o calvinista, el presbiterianismo, el anabaptismo y el anglicanismo. Las tradiciones protestantes posteriores generalmente remontan sus raíces a estas cuatro escuelas iniciales de la Reforma. También comportó la reforma católica o contrarreforma dentro de la Iglesia católica. Todos los luteranos, reformados, anabaptistas y metodistas incluyeron referencias al papado como anticristo en sus confesiones de fe:
- Artículos de Esmalcalda, artículo cuatro (1537)

« ... el Papa es el mismo Anticristo, que se ha exaltado a sí mismo arriba, y se ha opuesto a sí mismo contra Cristo porque no permitirá que los cristianos se salven sin su poder, que, sin embargo, no es nada, y no es ordenado ni ordenado por Dios. Esto es, propiamente hablando, exaltarse a sí mismo por encima de todo lo que se llama Dios como dice Pablo, 2 Tes. 2, 4. Incluso los turcos o los tártaros, grandes enemigos de los cristianos como son, no lo hacen, pero permiten que quien quiera creer en Cristo y recibir tributo corporal y obediencia de los cristianos... Por lo tanto, tan poco como podemos adorar al diablo mismo como Señor y Dios, podemos soportar a su apóstol, el Papa o Anticristo, en su gobierno como cabeza o señor. Porque mentir y matar, y destruir el cuerpo y el alma eternamente, ahí es donde realmente consiste su gobierno papal ... El Papa, sin embargo, prohíbe esta fe, diciendo que para ser salvo una persona debe obedecerle. Esto no estamos dispuestos a hacer, aunque por esta razón debemos morir en el nombre de Dios. Todo esto procede del hecho de que el Papa ha querido ser llamado la cabeza suprema de la Iglesia cristiana por derecho divino. En consecuencia, tuvo que hacerse igual y superior a Cristo, y tuvo que hacerse proclamar cabeza y luego señor de la Iglesia, y finalmente de todo el mundo, y simplemente Dios en la tierra, hasta que se haya atrevido a dar órdenes incluso a los ángeles en el cielo ...  »

- Tratado sobre el poder y la primacía del Papa (1537)

«  Ahora, es manifiesto que los pontífices romanos, con sus adherentes, defienden [y practican] doctrinas ateas y servicios ateos. Y las marcas [todos los vicios] del Anticristo claramente concuerdan con el reino del Papa y sus adherentes. Porque Pablo, al describir al Anticristo a los tesalonicenses, lo define en 2 Tes. 2, 3: un adversario de Cristo, que se opone y se exalta a sí mismo sobre todo lo que se llama Dios o que es adorado, para que él como Dios se siente en el templo de Dios. Habla, pues, de una sola regla en la Iglesia, no de reyes paganos, y llama a éste adversario de Cristo, porque ideará una doctrina en conflicto con el Evangelio, y asumirá para sí la autoridad divina...»

- Confesión de Fe de Westminster (1646)

« 25.6. No hay otra cabeza de la Iglesia sino el Señor Jesucristo: ni el Papa de Roma puede en ningún sentido ser su cabeza; sino que es ese Anticristo, ese hombre de pecado e hijo de la perdición, que se exalta a sí mismo en la Iglesia contra Cristo, y todo lo que se llama Dios.»

### La Contrarreforma
La Iglesia católica no realizó una respuesta organizada y deliberada a la Reforma protestante hasta la elección papal de Paulo III, que puso al papado al frente de un movimiento para la reforma de todas las iglesias. El pontífice estableció una comisión de reforma, nombró a varios reformadores principales en el Colegio Cardenalicio, inició la reforma del aparato administrativo central en Roma, autorizó la fundación de los jesuitas –una orden que después se demostrará tan leal al papado– y convocó el Concilio de Trento, que se inició de forma intermitente entre 1545 y 1563. El concilio logró iniciar varias reformas morales y administrativas, incluida la reforma del propio papado, que estaba destinada a definir la forma y a fijar el tono del catolicismo romano hasta mediados del siglo XX.[cita requerida]
Estas reformas incluyeron la fundación de seminarios para la adecuada formación de los sacerdotes en la vida espiritual y las tradiciones teológicas de la Iglesia, la reforma de la vida religiosa para devolver las órdenes a sus fundamentos espirituales y nuevos movimientos espirituales centrados en la vida devocional y personal de relación con Cristo, incluyendo los místicos españoles y la escuela francesa de espiritualidad.

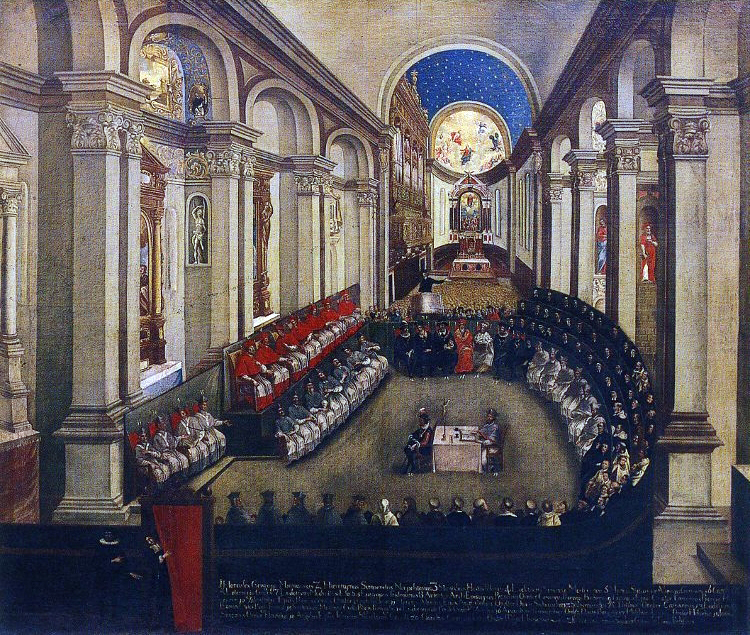
El Concilio de Trento

El Concilio de Trento rechazó claramente las posiciones protestantes específicas y mantuvo la estructura básica de la Iglesia medieval, su sistema sacramental, las  órdenes religiosas y la doctrina. Rechazó todos los compromisos con los protestantes, afirmando los principios básicos de la fe católica. El Concilio confirmó claramente el dogma de la salvación apropiado por Cristo vivido por fe y obras. Se mantuvo la transubstanciación, durante la cual se sostiene que el pan y el vino consagrados se convierten (sustancialmente) en el cuerpo y la sangre de Cristo, así como los Siete Sacramentos. Otras experiencias que provocaron la ira de los reformistas protestantes, como las indulgencias, las peregrinaciones, la veneración de santos y reliquias, y el culto a la Virgen María también se reafirmaron fuertemente como espiritualmente vitales.
Pero, si bien se reafirmaba la estructura básica de la Iglesia, hubo cambios notables para responder a las quejas que los contrarreformistas tácitamente estaban dispuestos a admitir que eran legítimas. Entre los condicionantes a corregir por los reformadores católicos estaba la creciente fractura entre los sacerdotes y el rebaño; muchos miembros del clero de las parroquias rurales, al fin y al cabo, habían sido mal educados. A menudo, estos sacerdotes rurales no tenían conocimientos del latín y carecían de oportunidades para una formación teológica adecuada –abordar la educación de los sacerdotes había sido un foco fundamental de los reformistas humanistas en el pasado–. Los sacerdotes parroquiales estarían ahora mejor educados, mientras que las autoridades papales pretendían eliminar las distracciones de las iglesias monásticas. Los cuadernos y manuales se hicieron comunes, describiendo cómo ser buenos curas y confesores.
Así, el Concilio de Trento se dedicó a mejorar la disciplina y administración de la Iglesia.  Los excesos mundanos de la Iglesia secular del Renacimiento, con el pontificado de Alejandro VI como paradigma, explotaron en la Reforma bajo el papado de León X, cuya campaña para recaudar fondos en los estados germánicos para reconstruir la basílica de San Pedro apoyando la venta de indulgencias fue un impulso clave para las noventa y cinco tesis de Lutero. Pero la Iglesia católica respondería a estos problemas con una vigorosa campaña de reforma, inspirada en movimientos reformistas católicos anteriores al Concilio de Constanza, como el humanismo, el devocionalismo, el legalismo y la tradición observante.
El Concilio, en virtud de sus acciones, repudió el pluralismo de la Iglesia secular renacentista: se reforzó la organización de instituciones religiosas, se mejoró la disciplina y se enfatizó la parroquia. Se dejó de tolerar el nombramiento de obispos por cuestiones políticas. En el pasado, los grandes arrendamientos obligaban a muchos obispos a ser "obispos ausentes" que, a veces, eran administradores de propiedades formados en la administración. Así, el Concilio combatió el "absentismo", que era la práctica común de los obispos residentes en Roma o en tierras que no pertenecían a sus diócesis. El Concilio de Trento también dio a los obispos un mayor poder para supervisar todos los aspectos de la vida religiosa. Prelados celosos como Carlos Borromeo, arzobispo de Milán y, más tarde, canonizado como santo, dieron ejemplo visitando las parroquias más remotas e inculcando altos estándares. A nivel parroquial, el clero formado por seminarios que se hizo cargo en la mayoría de lugares durante el siglo XVII fue abrumadoramente fiel al gobierno del celibato de la Iglesia.
El pontificado de Paulo IV (1555-1559) está asociado a esfuerzos de renovación católica. Este pontífice es a veces considerado el primero de los papas de la Contrarreforma por su determinación resuelta de eliminar todas las "herejías" y las prácticas institucionales de la Iglesia que contribuyeron a su llamada. Dos de sus estrategias clave fueron la Inquisición y la censura de libros, promulgando el Index librorum prohibitorum. La Inquisición, reorganizada bajo Paulo III, se convirtió con Paulo IV en un instrumento impresionante que incluso llegó a ser acusado por los cardenales católicos Jacopo Sadoleto, Reginald Pole y Giovanni Morone, tras lo cual pasaron varios años en prisión. En Calabria, se llevó a cabo una cruenta persecución contra los valdenses. Incluso, en Roma, Ignacio de Loyola afirmó abiertamente su temor hacia Paulo IV. La Inquisición fue más severa en las zonas controladas por Castilla, cuyo sistema difiere notablemente de la inquisición romana, siendo la última más ligera, buscada para evitar la alternativa española. En este sentido, sus esfuerzos agresivos y autocráticos de renovación reflejaron en gran medida las estrategias de los movimientos de reforma anteriores, especialmente los bandos legalista y observantino: la quema de herejes y el estricto énfasis en el derecho canónico. También reflejó el rápido paso hacia el absolutismo que caracterizó el siglo XVI.
Si bien la agresiva aproximación autoritaria era indudablemente destructiva de la experiencia religiosa personal, una nueva ola de reformas y órdenes promocionó un fuerte lado devocional. El devocionalismo, no el misticismo subversivo, proporcionaría una fuerte salida individual para la experiencia religiosa, especialmente a través de la meditación, como el rezo del rosario. El lado devocional de la Contrarreforma combinó dos estrategias de renovación católica. Por un lado, el énfasis de Dios como un gobernante absoluto incognoscible, del que debe tenerse miedo, coincidió bien con el absolutismo agresivo del papado bajo Paulo IV. Pero también abrió caminos nuevos hacia la piedad popular y la experiencia religiosa individual. 
El pontificado de Pío V (1566-1572) representó un fuerte esfuerzo no solo para tomar medidas enérgicas contra los herejes y contrarrestar los abusos mundanos en el seno de la Iglesia, sino también para mejorar la piedad popular en un esfuerzo decidido por obviar el atractivo del protestantismo. Pío V fue educado en una sólida, dominada y austera piedad por los dominicos, por lo que no es de extrañar que, recién iniciado su pontificado, destinara grandes limosnas a los pobres, a organizaciones benéficas y hospitales en lugar de centrarse en el mecenazgo. Como papa, ejerció virtudes monacales y, conocido por las mismas, intentó mejorar la moral pública de la Iglesia, así como promover a los jesuitas, apoyar a la Inquisición. Hizo cumplir la observancia de la disciplina del Concilio de Trento y apoyó las misiones en el Nuevo Mundo. La Inquisición española, promulgada bajo el reinado de los Reyes Católicos, evitó el crecimiento del protestantismo en España antes de que se pudiera difundir.

## Consecuencias
El pontificado del papa Sixto V (1585-1590) abrió la etapa final de la reforma católica característica de la época barroca de principios del siglo XVII, pasando de lo convincente a lo atrayente. Su papado se centró reconstruir Roma como gran capital europea y ciudad barroca, símbolo visual de la Iglesia católica.[cita requerida]